# ミラエ沖の海戦
ミラエ沖の海戦（ミラエおきのかいせん）は、第一次ポエニ戦争中の紀元前260年に発生した、カルタゴ海軍と共和政ローマ海軍の間の初の本格的海戦。ローマ海軍にとっては最初の勝利であり、またコルウス（カラス装置）の最初の使用例としても知られる。

## 序幕
アグリゲントゥムの戦いでの勝利に刺激され、ローマはシチリア島全土での勝利を求めたが、それには海軍力が必要であった。当時隆盛を誇っていたカルタゴ海軍に挑戦するために、ローマは100隻の五段櫂船と20隻の三段櫂船からなる艦隊を建造した。著名なギリシャの歴史家であるポリュビオスは、ローマはそれまで軍艦の建造経験が無かったため、難破したカルタゴの五段櫂船をモデルに自身の軍艦を建造したと記している。が、これはやや誇張であり、実際には紀元前264年にはギリシャの五段櫂船を雇用している。

ローマ艦に取り付けられたコルウス。これにより敵艦に兵士を移乗させることができた

紀元前260年のローマの執政官はグナエウス・コルネリウス・スキピオとガイウス・ドゥイリウスであり、スキピオが海軍を、ドゥイリウスが陸軍を指揮することとなっていた。しかしながら、スキピオはリーパリ諸島の海戦で、ボーデスとハンニバル・ギスコが指揮するカルタゴ軍の策略にかかり、17隻を失って降伏した。このギスコはアグリゲントゥムの戦いの敗将である。スキピオの降伏後、残りの艦隊をドゥイリウスが率い、歩兵は護民官が指揮することとなった。
特にリーパリ諸島の海戦の後、ローマは自身の海軍の弱点を認識していた。このため、コルウスと呼ばれる可動式の接舷橋を装備した。コルウスの発明者が誰かは不明であるが、ローマ人あるいはアルキメデスのようなシラクサ人と思われる。コルウスは支柱に取り付けられており右に回転可能であった。端部にはスパイクがついており、敵艦の甲板に振り下ろして食い込ませることができた。コルウスを渡って、優れた兵士を敵艦に移乗させることが可能になった。当時の軍艦には通常40人程度の兵士が乗っていたが、ローマ艦には120人もの兵士が乗艦していた。

## 戦闘
紀元前260年、ドゥイリウスとハンニバル・ギスコはミラエの沖で相見えた。ポリュビオスはカルタゴ軍は130隻と述べているが、ローマ軍の兵力には触れていない。建造された120隻からスキピオが失った17隻を引くと103隻となるが、鹵獲したり、同盟軍から提供を受けたりで、これより多かった可能性もある。カルタゴ海軍のほうがはるかに経験豊富であったため、カルタゴは勝利を疑っていなかった。
コルウス装置は非常な成功を収めた。ローマはまず敵艦30隻を捕らえて制圧し、両軍の戦力は互角となった。コルウスを避けるために、カルタゴ艦はローマ艦の背後あるいは側面から攻撃をかけるしかなかった。しかしコルウスは旋回可能であるため、それでも多くの敵艦を捕らえることができた。さらにカルタゴ艦20隻あまりが捕らえられると、ハンニバル・ギスコは残存艦艇を率いて戦場を離脱した。残ったドゥイリウスの明白な勝利であった。
ドゥイリウスは逃げるカルタゴ艦隊を追撃することはせず、シチリア島に向かい陸軍を支援し、ハミルカル（en）が率いるカルタゴ陸軍に包囲されていたセジェスタを救援した。現代の歴史家の中には、追撃を行わなかったドゥイリウスの決断を疑問視するものもいるが、ハミルカル・バルカが率いる80隻のカルタゴ海軍は、ローマ海軍にとって十分に脅威であった。

## その後
ハンニバル・ギスコは紀元前258年にサルディニアで再びローマ海軍に敗北する（スルキ沖の海戦）。この時点でハンニバル・ギスコは自身の部下に捕らわれてカルタゴに送還され、その能力を批判され処刑された。他方ローマでは、ドゥイリウスの勝利をたたえて、フォルム・ロマヌムに凱旋柱が建築された。この碑の一部は現在カピトリーノ美術館に保管されている。碑文には、ミラエの海戦でドゥイリウスは敵艦31隻を鹵獲し、13隻以上を撃沈、210万セステルティウスに相当する金銀を戦利品として得たと記されている。ローマに戻ったドゥイリウスは、ローマ海軍の司令官として最初の凱旋式を実施する栄誉を得た。その後ドゥイリウスは軍の指揮を執ることは無かったが、紀元前258年にケンソル（監察官）となっている。
ローマ海軍は引き続きティンダリス沖の海戦（紀元前257年）、エクノモス岬沖の海戦（紀元前256年）でカルタゴ海軍に勝利し、カルタゴ本国があるアフリカに上陸する。

## 文学作品への引用
T・S・エリオットの詩「荒地」の第一章「死人の埋葬」は以下の一節で終わっている（西脇順三郎訳）。

そこで僕は知人を見かけたので、

「ステットスン」と叫んで呼びとめた。

ミーラエの海戦に一緒に

艦隊にいたのは君だよ！

豊作のための模像の死骸を君は昨年
君の畑に植えたが、芽が出たかい？

今年は花が咲くだろうか？

それとも苗床が不時の霜にやられたのかい。

オー、人間の友だが、犬を其処へよせ
つけないことだ、

また爪で掘り出してしまうだろうよ！

おい君！偽善家の読者よ！同胞よ兄弟よ！

## 参考資料
- Bagnall, Nigel (1990). The Punic Wars: Rome, Carthage, and the Struggle for the Mediterranean. New York: St. Martin's Press. ISBN 0-312-34214-4
- Goldsworthy, Keith Adrian (2000). The Punic Wars. Cassell. ISBN 0-304-35967-X, later published as The Fall of Carthage: The Punic Wars 265–146 BC (Cassell, 2003) ISBN 0-304-36642-0
- Dorey, T. A.; D. R. Dudley (1972). Rome against Carthage. Garden City, NY: Doubleday
- Lazenby, J. F. (1996). The First Punic War: A Military History. Stanford, CA: Stanford University Press. ISBN 0-8047-2674-4
- ポリュビオス. 歴史. In five books. Translated from the Greek by James Hampton. 3rd edition. Vol. I. London, 1772. Eighteenth Century Collections Online. Gale Group.
- E. H. Warmington, ed (1935–1940). Remains of Old Latin. 4 vols. Cambridge, MA: Harvard University Press

座標: 北緯38度13分00秒 東経15度14分00秒 / 北緯38.2167度 東経15.2333度